# Пчелац Бари Медић
Пчелац Бари Медић (енгл. Bee Movie) америчка је рачунарско-анимирана филмска комедија из 2007. године. Режију потписују Сајмон Џ. Смит и Стив Хикнер, док гласове позајмљују Џери Сајнфелд и Рене Зелвегер. У средишту филма је Бари Медић, пчела која покушава да тужи људску расу за искоришћавање пчела након што је од своје нове пријатељице Ванесе сазнао да људи продају и конзумирају мед.
Премијерно је приказан 25. октобра 2007. године у Њујорку, док је од 2. новембра исте године почео с приказивањем у биоскопима. Добио је помешане рецензије критичара, који су похвалили хумор и гласовне улоге, али и критиковали радњу. Међутим, остварио је комерцијални успех, зарадивши преко 293 милиона долара широм света. Временом је постао култни филм, највише захваљујући мимовима преко друштвених медија.